# Banksinoma insignis
Banksinoma insignis är en kvalsterart som beskrevs av Balogh och Sandór Mahunka 1965. Banksinoma insignis ingår i släktet Banksinoma och familjen Thyrisomidae. Inga underarter finns listade.